# Hector de Lima Polanco
Hector de Lima Polanco (ur. 24 marca 1911) – wenezuelski strzelec, olimpijczyk. 
Brał udział w igrzyskach olimpijskich w 1952 (Helsinki) i 1956 (Melbourne); na obu igrzyskach, startował tylko w jednej konkurencji, w której zajmował odpowiednio: 37. i 24. miejsce.
Jego synem jest Hector de Lima Carrilla – także strzelec.

## Wyniki olimpijskie
| Igrzyska | Konkurencja                 | Wynik                           | Miejsce    | Źródło |
| -------- | --------------------------- | ------------------------------- | ---------- | ------ |
| IO 1952  | Pistolet dowolny, 50 metrów | 506 punktów (87-80-84-83-87-85) | 37 (na 48) | [ 1 ]  |
| IO 1956  | Pistolet dowolny, 50 metrów | 511 punktów (91-83-87-84-82-84) | 24 (na 33) | [ 2 ]  |